# Palacio de las Facetas

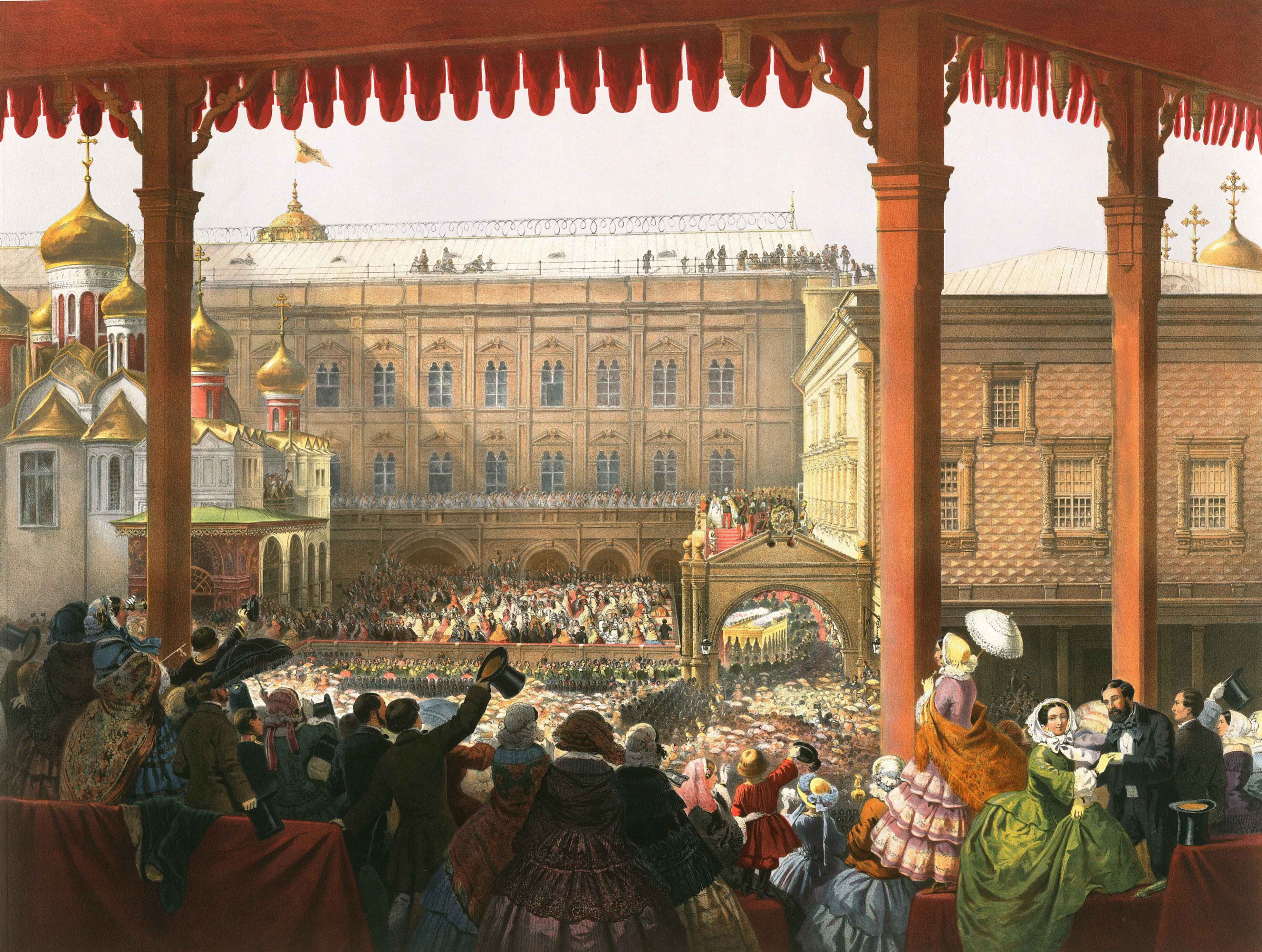
Porche Rojo, en una pintura de 1856.

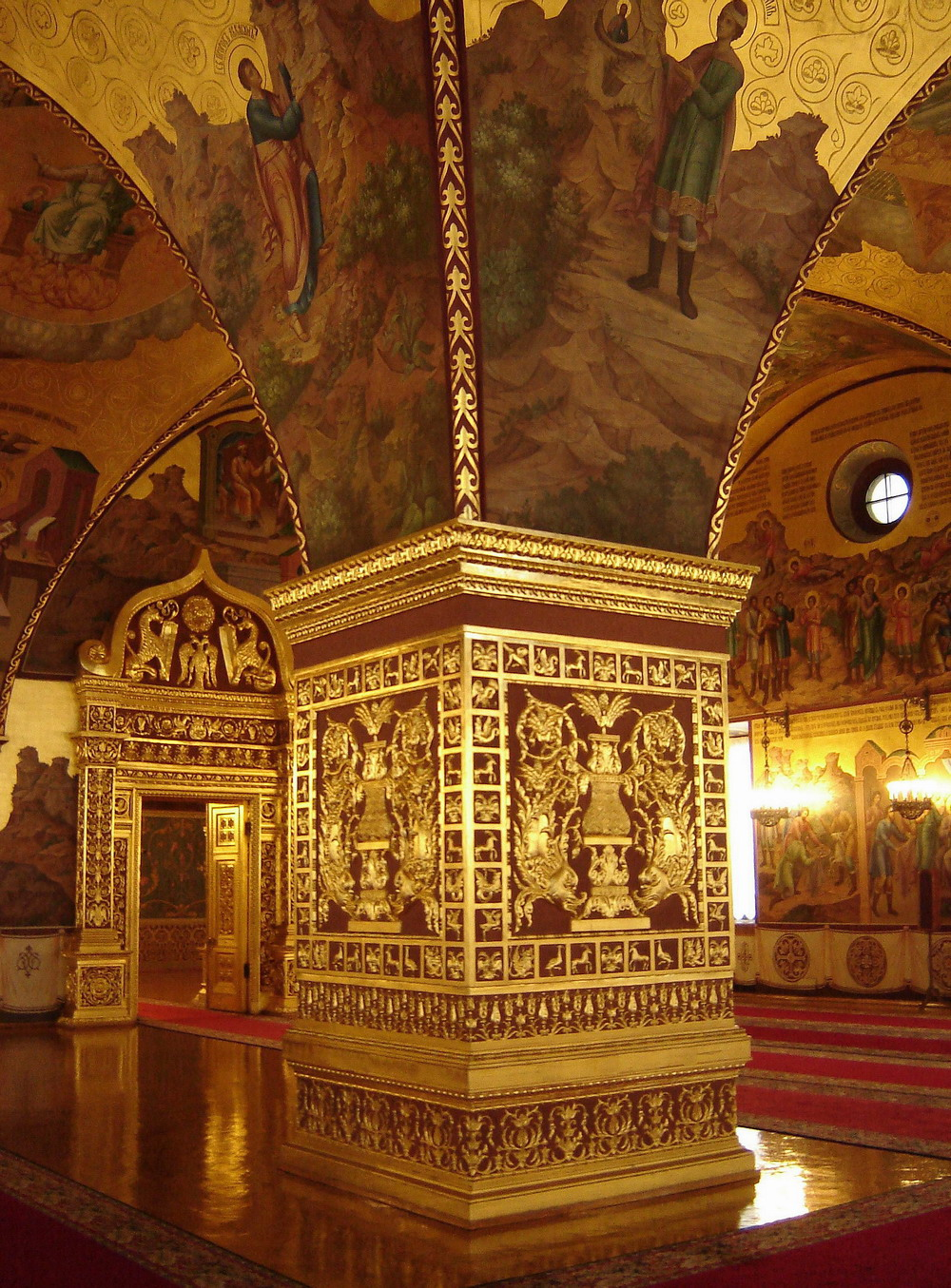
Pilar del palacio.

El Palacio de las Facetas (del ruso: Грановитая Палата) es un edificio del Kremlin de Moscú, Rusia, que contiene lo que solía ser el principal salón de banquetes de los zares moscovitas. Ubicado en la plaza de la Catedral, entre la Catedral de la Anunciación y la Catedral de la Dormición, es el edificio secular preservado más antiguo de la ciudad. En la actualidad es la sala ceremonial oficial de la residencia del presidente de Rusia, y como tal se encuentra cerrada al público. Solo puede verse su fachada oriental, que apunta hacia la plaza de la Catedral.

## Edificio

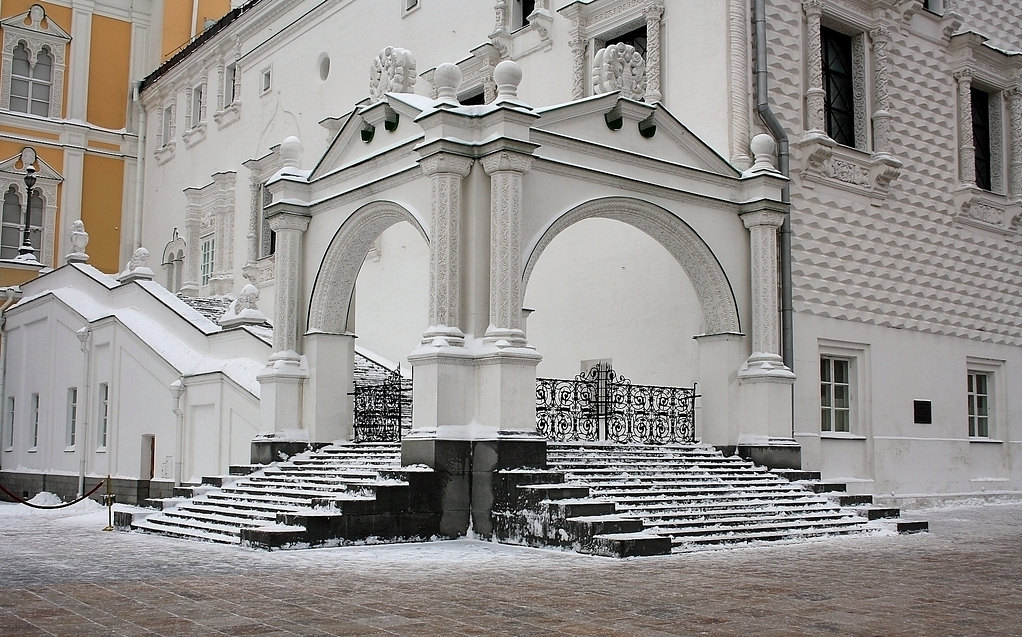
Entrada al Palacio de las Facetas desde la parte contraria a la plaza de la catedral.

Nombrado por la distintiva mampostería de su fachada oriental, con filas horizontales de piedras en punta, el Palacio de las Facetas es el remanente de un antiguo palacio real hecho de caliza. Aunque desde el exterior y el este parece ser un edificio rectangular de tres plantas, en realidad es una estructura de dos pisos con un semisótano cuyo lado occidental está directamente conectado con el edificio central del Gran Palacio del Kremlin. 
El primer piso del palacio consiste del salón principal y el vestíbulo sagrado contiguo: ambos están decorados con gran cantidad de frescos y esculturas doradas. El salón principal, espléndidamente abovedado, comprende un área de alrededor quinientos metros cuadrados y está cubierto de elaborados frescos sobre varias temáticas de la historia del estado ruso y de la Iglesia ortodoxa rusa. En los siglos pasados, se usaba como salón del trono y de banquetes por los zares de los siglos XVI y XVII y en el presente se sigue usando para recepciones formales de la presidencia. Las pinturas fueron restauradas en la década de 1880 por pintores icónicos de Palej, que actuaron bajo las órdenes del zar Alejandro III. 
En la fachada sur del palacio se encuentra el Porche Rojo, una serie de escaleras externas decoradas con esculturas estilizadas de leones sobre las rejas. Los zares descendían por estas escaleras cuando se dirigían a la catedral de la Dormición para ser coronados; la última de estas procesiones fue la coronación de Nicolás II, en 1896.
Durante la Revuelta de Moscú en 1682, varios parientes rebeldes del zar Pedro el Grande fueron arrojados por las escaleras hacia las lanzas de la guardia Streltsí. Demolido por Iósif Stalin en la década de 1930 y reemplazada por una cantina para los trabajadores del Kremlin, el Porche Rojo se reconstruyó en 1994 con grandes gastos.

## Historia
En 1487, Iván III comisionó a dos arquitectos especializados en el estilo del Renacimiento italiano, Marco Ruffo y Pietro Antonio Solari, para que construyeran un palacio de piedra después de que una serie de incendios arrasara con la mayoría de los edificios del Kremlin, hechos de madera. En 1492 se completó el nuevo palacio, que se utilizó como la sede más importante de las recepciones formales del zar, para las ceremonias de coronación, los festines y las ceremonias estatales. En 1552, el zar Iván el Terrible celebró su conquista de Janato de Kazán durante tres días en el palacio; en 1709, Pedro el Grande celebró allí su victoria sobre Suecia en la Batalla de Poltava y el final de la Gran Guerra del Norte en 1721. También fue en el Palacio de las Facetas donde se llevó a cabo la reunión del Zemski Sobor que tuvo como consecuencia la unión del Imperio ruso con Ucrania en 1654, a través del Tratado de Pereyáslav. 
A través de los siglos, el palacio sufrió daños de manera constante por incendios y tuvo que ser reconstruido muchas veces. Sin embargo, en el presente se sigue utilizando para recepciones de la presidencia, incluyendo la visita oficial de la reina Isabel II del Reino Unido en 1994.